# In viaggio
In viaggio és un documental italià del 2022 escrit i dirigit per Gianfranco Rosi. És una crònica dels viatges internacionals del papa Francesc. S'ha doblat i subtitulat al català.
La pel·lícula narra, mitjançant imatges d'arxiu, les 37 visites papals internacionals a 53 països, i intenta captar els seus missatges així com la seva personalitat, incloent-hi "moments i imatges d'aparent vulnerabilitat emocional i esgotament".
La pel·lícula es va projectar per primer cop al 79è Festival Internacional de Cinema de Venècia, en la qual es va projectar fora de competició. Es va estrenar als cinemes d'Itàlia el 4 d'octubre de 2022. La distribuïdora Magnolia Pictures va anunciar l'estrena als cinemes dels Estats Units el 31 de març de 2023.
A Rotten Tomatoes, la pel·lícula té una puntuació d'aprovació del 100% basada en sis crítiques. La crítica de cinema de Deadline Anna Smith va descriure la pel·lícula com "una poderosa meditació sobre la història recent" i "una reflexió commovedora sobre els reptes del món i un homenatge a aquells que busquen canviar-los". Segons el crític de Variety Guy Lodge, es tracta d'una pel·lícula que "mostra una clara dualitat de perspectives, que permet tant als fidels devots catòlics com als escèptics papals veure el que faran en les seves accions mesurades i declaracions diplomàtiques de principi espiritual i angoixa ocasional".